# Kekeran (Mengwi)
Kekeran is een bestuurslaag in het regentschap Badung van de provincie Bali, Indonesië. Kekeran telt 3641 inwoners (volkstelling 2010).